# دگزبرو (دلاور)
دگزبرو، دلاور (به انگلیسی: Dagsboro, Delaware) یک سکونتگاه مسکونی در ایالات متحده آمریکا با جمعیت ۸۰۵ نفر است که در دلاویر واقع شده‌است.